# The General Electric
The General Electric est le quatrième album studio du groupe rock Shihad. Lancé en 1999, cet album s’est classé au 1er rang de la charte du RIANZ et est le seul album du groupe à avoir reçu la double certification Platium en Nouvelle-Zélande avec plus de 30 000 copies vendues. Il est l’album du groupe s’étant le mieux vendu.
Le producteur de l’album, Garth Richardson, est le producteur respecté de groupes connus tels que Rage Against the Machine, Chevelle et Red Hot Chili Peppers.
Les chansons Wait And See, Just Like Everybody Else et Spacing sont toutes présentes sur des disques précédents mais ont été réenregistrées pour cet album.
Wait And See et Spacing étaient sur l’EP Blue Light Disco et Just Like Everybody Else était comprise sur leur single pour la chanson Bitter, qui a été prise sur l’album Killjoy.
My Mind's Sedate, The General Electric et Pacifier ont toutes été utilisées comme single. Sport And Religion a été lancée à la radio et un vidéoclip a été fait, mais elle n’a jamais été mise en marché comme single.
Un disque boni est disponible avec d’autres versions de The General Electric qui inclut des chansons live du festival Big Day Out de 2000 ainsi que quatre vidéo clips.

## Pistes
1. Intro
2. My Mind's Sedate - 2:54
3. The General Electric - 5:46
4. Wait and See - 4:35
5. Pacifier - 4:03
6. Thin White Line - 3:16
7. Only Time - 4:39
8. Just Like Everybody Else - 2:50
9. Sport and Religion - 4:32
10. Spacing - 4:20
11. The Metal Song - 4:24
12. Life in Cars - 4:03
13. Brightest Star - 3:30

## Disque boni
1. The General Electric Live au Gold Coast à Queensland
2. Thin White Line Live à Adélaïde
3. You Again Live à Sydney
4. My Mind's Sedate Live à Melbourne
5. Pacifier Live au Gold Coast
6. Home Again Live au Auckland
7. The General Electric (Video)
8. My Mind's Sedate (Video)
9. Pacifier (Video)
10. Wait and See (Video)